# Khalid Al Attar Tower 2
La Khalid Al Attar Tower 2 est un gratte-ciel bordant la Sheikh Zayed Road à Dubaï. Il a été achevé en 2011, et culmine à 294 mètres pour 65 étages. Il est actuellement occupé par le Millennium Plaza Hotel.